# دنیاگیری کووید-۱۹ در تهران
نخستین موارد تأیید شده از دنیاگیری جهانی بیماری کروناویروس ۲۰۱۹ در استان تهران در تاریخ ۲ اسفند ۱۳۹۸ گزارش شد. هرچند پیش از این نیز موارد مشکوک به این بیماری گزارش شده بود؛ در ۲۱ بهمن ۱۳۹۸، با مرگ زنی میانسال در تهران که مشکوک به بیماری کرونا بود، تحقیقات در این باره آغاز شد. پس از مرگ این بیمار، مسئولان بیمارستان در تماس با پلیس از مرگ مشکوک زنی ۶۳ ساله خبر دادند تا جسد متوفی به پزشکی قانونی منتقل و تحقیقات آغاز شود.
در آن زمان با توجه به همزمانی شیوع آنفلوانزای فصلی و نگرانی‌های ایجاد شده در بین مردم در مورد کروناویروس، هزاران نفر به کلینیک‌ها و مراکز بهداشتی و درمانی مراجعه کردند که بیش از ۷۳۵ مورد، با علائم شبه آنفلوانزا تحت نظر قرار گرفته و بستری شدند. طی روزهای آتی بتدریج بسیاری از مکان‌ها و رخدادها عمومی از جمله مدارس، مراکز آموزش عالی و دانشگاه‌ها، اکران‌های سینمایی، کنسرت‌ها و نمایش‌های تئاتر، مسابقات و لیگ‌های ورزشی کشوری، تهران و سایر شهرها دیگر تعطیل شد با درخواست مسعود نمکی، وزیر بهداشت ایران و رئیس ستاد ملی مبارزه با کرونا، نماز جمعهٔ تهران نیز لغو شد.
تهران که پرجمعیت‌ترین شهر ایران است تاکنون بیشترین تعداد مبتلایان در ایران را گزارش کرده‌است. تا ۲ فروردین ۱۳۹۸ شمار مبتلایان به بیماری کرونا در تهران به ۴۸۴۹ نفر رسیده‌است.
در ۲۰ اسفند رئیس اتحادیه تالارهای پذیرایی تهران اعلام کرد تمامی تالارهای تهران تعطیل و مراسمی که قرار بود در آن‌ها برگزار شود لغو شده‌اند که اکثراً از سوی خود شهروندان انجام شده‌است. در ۲ فروردین استانداری تهران با صدور ابلاغیه جدید دستور داد همه مراکز تجاری پایتخت به غیر از فروشگاه‌های زنجیره ای و داروخانه‌ها باید از روز یکشنبه، سوم اسفند، تعطیل شوند و با خاطیان برخورد خواهد شد.
مرتضی رحمان‌زاده، شهردار منطقه ۱۳ شهرداری تهران در همان اوایل شیوع کروناویروس در ایران به بیماری کروناویروس ۲۰۱۹ مبتلا شد و پس از بهبودی از بیمارستان مرخص شد. همچنین محمود صادقی، زهره الهیان، فاطمه رهبر، حسین شیخ‌الاسلام از جمله نماینده تهران در مجلس شورای اسلامی بودند که خبر ابتلای آن‌ها به بیماری رسانه‌ای شد که از این بین فاطمه رهبر و حسین شیخ‌الاسلام در گذشتند.

## محدودیت‌های کرونایی
در روز دوشنبه ۲۳ تیر، با توجه به افزایش تعداد مبتلایان به کووید-۱۹، محدودیت‌های کرونایی یک هفته‌ای در تهران به تصویب رسید. بر این اساس کمیته انتظامی، اجتماعی و امنیتی ستاد ملی کرونا، تعطیلی یک هفته‌ای برخی از واحدها از جمله دانشگاه‌ها، مدارس، مدارس شبانه‌روزی، حوزه‌های علمیه، آموزشگاه‌های فنی و حرفه‌ای، زبان‌سراها و سایر آموزشگاه‌ها و کتابخانه‌ها و همچنین سینما، تئاتر و مراکز مشابه، موزه و باغ موزه‌ها، تالارهای پذیرایی، آرایشگاه‌های زنانه و سالن‌های زیبایی، مساجد و مصلی‌ها را تصویب کرد.
انوشیروان محسنی بندپی شهردار تهران اظهار کرد که «بر همین اساس این مراکز به مدت یک هفته از تاریخ ابلاغ باید فعالیت‌های خود را متوقف کنند همچنین نظارت بر تصمیمات اتخاذ شده به‌طور جدی پیگیری می‌شود تا روند رو به رشد بیماری کرونا که در تهران شاهد آن هستیم، کنترل و مهار شود و روند کاهشی آن را در آینده شاهد باشیم.» وی همچنین تصریح کرد که «برگزاری هرگونه مراسم اجتماعی، فرهنگی، مذهبی و همایش‌ها ممنوع است.»
علی اعطا سخنگوی شورای شهر تهران در این زمینه گفت که «تمدید محدودیت‌ها منوط به ادامه وضعیت کرونا در پایتخت خواهد بود.» او همچنین بیان داشت که «در این ابلاغیه بر استفاده حداکثری از ظرفیت فضای مجازی برای خرید مایحتاج عمومی و کاهش مراجعات شهروندان تأکید شده‌است.»